# 아메리칸 필름 마켓

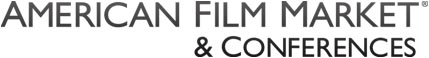

아메리칸 필름 마켓(American Film Market, AFM)은 매년 11월 초에 미국 캘리포니아주 산타모니카에서 열리는 영화 산업 행사이다. 8일간의 행사에서 약 8천여 명의 사람들이 70개국 이상에서 참가한다. 1981년 시작된 AFM은 빠르게 영화 산업에서 최고의 세계 시장 중 하나로 성장하였다.